# Michel Marcel Navratil
Michel Marcel Navratil (ur. 12 czerwca 1908 w Nicei, zm. 30 stycznia 2001 w Montpellier) – francuski filozof, jeden z pasażerów "Titanica". Był profesorem filozofii na uniwersytecie w Montpellier, sławę zawdzięczał jednak przede wszystkim wydarzeniom związanym z rejsem "Titanica".

## Życiorys
Był synem Michela Navratila (ur. 1880), krawca, emigranta słowackiego, który na początku XX wieku osiedlił się we Francji i zawarł związek małżeński z Marcelle Carretto (ur. 1890), mającą korzenie włoskie. Z tego małżeństwa urodziło się dwóch synów – Michel (ur. 1908) i Edmond Roger (ur. 5 marca 1910 w Nicei). Nieporozumienia małżeńskie doprowadziły jednak do separacji na początku 1912. Ojciec, któremu pozostawiono prawo widywania dzieci, korzystając z okresu świąt wielkanocnych, zabrał obu synów do Anglii, gdzie pod przybranym nazwiskiem Hoffman cała trójka wsiadła na pokład "Titanica". Współpasażerom Navratil przedstawiał się jako niemiecki antykwariusz i wdowiec.

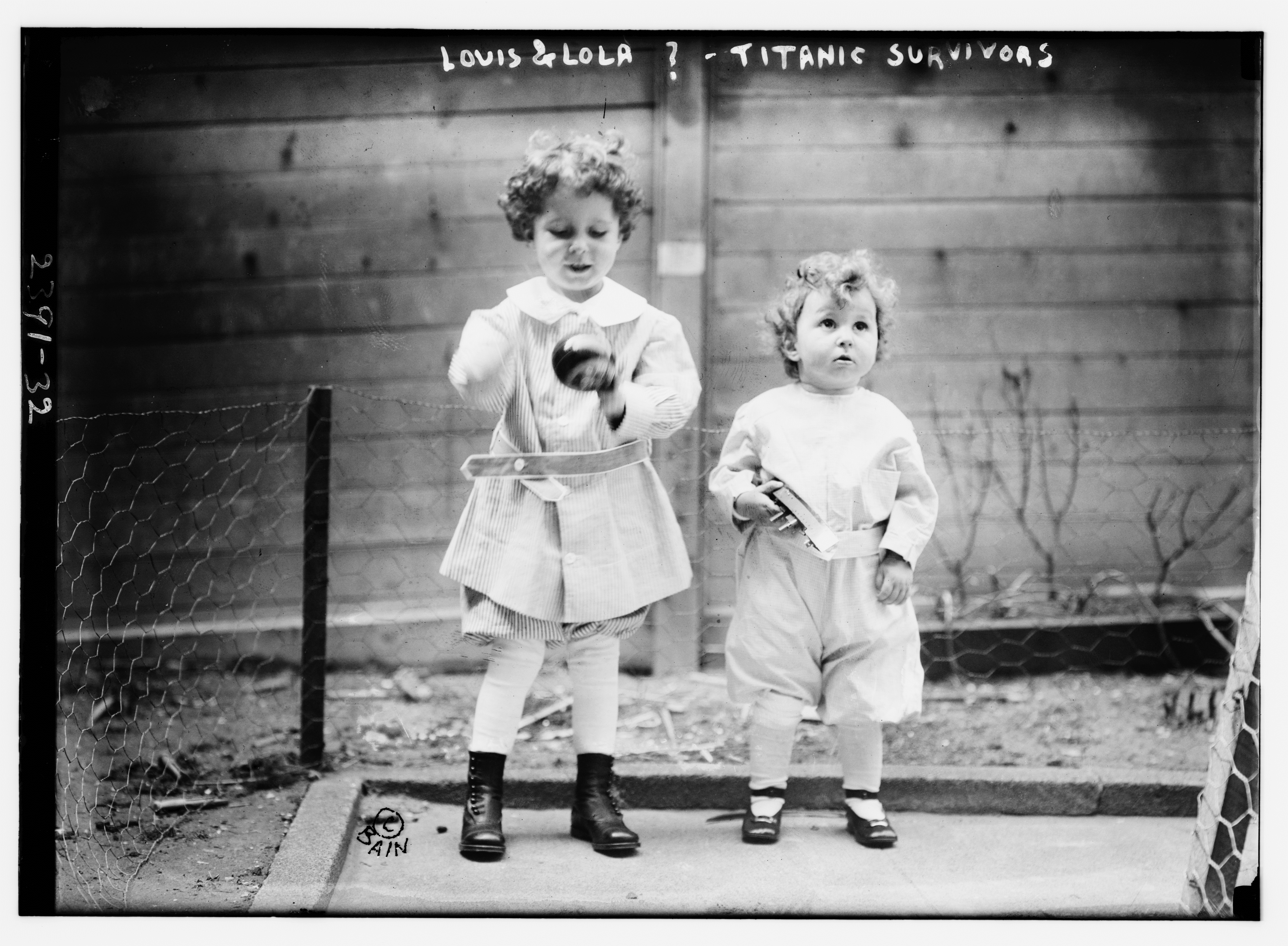
Michel Marcel Navratil i jego brat Edmond — sieroty z "Titanica"

W chwili katastrofy Michel Navratil senior zadbał, by obaj synowie znaleźli się w łodzi ratunkowej, a starszemu z nich przekazał przesłanie do matki. Sam katastrofy nie przeżył. Młodzi Navratilowie znaleźli się pod opieką pasażerki Margaret Hays; byli jedynymi dziećmi, które przeżyły katastrofę bez opieki rodziców, co przyniosło im przydomek sierot z "Titanica". Po zejściu na ląd wszczęto poszukiwania krewnych, które utrudniało fałszywe nazwisko, na jakie ojciec kupił bilety. Na podstawie numeru biletów zdołano jednak ustalić miejsce ich nabycia, co z kolei doprowadziło do przedstawienia w biurze biletowym fotografii Navratila. Niezależnie od tych działań matka rozpoznała synów na podstawie zdjęć i relacji prasowej o sierotach z "Titanica". Po potwierdzeniu tożsamości w maju 1912 przybyła do USA i zabrała synów na pokładzie "Oceanica" z powrotem do Europy.
W dorosłym życiu Michel Marcel Navratil ukończył studia filozoficzne, a w 1952 obronił doktorat (rozprawa Les tendances constitutives de la pensée vivante). Był później profesorem filozofii i nauk o literaturze na uniwersytecie w Montpellier. Po przejściu na emeryturę w 1969 otrzymał tytuł profesora honorowego. W 1933 poślubił studentkę filozofii, z którą miał troje dzieci (córka Michèle została psychoanalitykiem, druga córka Elisabeth tłumaczką z języka niemieckiego i krytykiem muzycznym, syn Henri urologiem). Owdowiał w 1970. Elisabeth Navratil opublikowała książkę Les enfants du Titanic, poświęconą losom rodziny w związku z katastrofą "Titanica".
Michel Navratil ponownie znalazł się w USA w 1987, z okazji 75. rocznicy zatonięcia "Titanica". Jego młodszy brat Edmond, który pracował jako dekorator wnętrz i architekt, a w czasie II wojny światowej dostał się do niewoli, już wówczas nie żył – zmarł w wieku 43 lat w 1953. Michel Navratil otrzymał m.in. honorowe członkostwo szwajcarskiego towarzystwa "Titanica" (Titanic Verein Schweiz). Zmarł w styczniu 2001 jako jeden z ostatnich pasażerów, ostatni Francuz i prawdopodobnie ostatni mężczyzna (jako ostatniego mężczyznę wymieniało go m.in. Titanic Historical Society, natomiast jak podano m.in. w "Die Welt", w czerwcu 2001 zmarł Włoch Antonio Martinelli, który również jako dziecko miał płynąć "Titanikiem").